# A Light in the Dark
A Light in the Dark ist ein im Jahr 2012 gegründetes Depressive-Black-Metal-/Post-Black-Metal-Musikprojekt des russischen Metal-Musikers Bogdan „B.M.“ Makarow aus Podolsk.

## Geschichte
Der russische Metal-Musiker Bogdan „B.M.“ Makarow rief das Musikprojekt im Jahr 2012 ins Leben. Makarow ist für seine zahlreichen Musikprojekte bekannt, darunter Skyforest, Blurry Lights und Hiki.
Bereits in den ersten beiden Jahren produzierte B.M. für dieses Projekt zwei EPs und Studioalben, die allesamt aus eigener Tasche finanziert und im Eigenverlag veröffentlicht wurden. Im Jahr 2015 brachte A Light in the Dark eine selbst betitelte Kompilation auf digitaler Ebene heraus, die Stücke der vorangegangenen Veröffentlichungen beherbergt. Über das ukrainische Label Spirits of the Air Records erschien 2016 das Album Vanished auf digitaler Ebene, eine CD-Veröffentlichung wurde durch Depressive Illusions Records, einem Kleinstlabel ebenfalls aus der Ukraine ermöglicht.
Im darauffolgenden Jahr erschien eine Split-Veröffentlichung mit vier anderen Musikprojekten. Diese wurde ebenfalls als Eigenproduktion auf den Markt gebracht. Außerdem erschien im selben Jahr das Album A Long Way Home über Nekkomix, wobei eine auf 100 Stück limitierte Vinyl-Auflage über Viridian Flame Records erhältlich war. Über das chinesische Underground-Label Pest Productions erschien mit Colors of the Mind eine Split-CD mit Beteiligungen von Marunata, Dreamshift, Ghâsh und A Light in the Dark. Im Jahr 2020 gab B.M. bekannt einen Vertrag mit Flowing Downward, einem Tochterlabel der italienischen Independent-Plattenfirma Avantgarde Music unterschrieben zu haben. Über dieses Label erscheint das Album Insomnia.

## Stil
Bei A Light in the Dark handelt es sich um ein Depressive-/Post-Black-Metal-Projekt, welches musikalisch Skyforest nahe steht. Hinzu kommen zudem Einflüsse aus dem Shoegazing. Auf den ersten Veröffentlichungen dominierten vor allem elektronische Elemente, die auf Vanish komplett zurückgefahren wurden. Dort spielte B.M. lediglich E-Gitarre und E-Bass ein. Für das Schlagzeug wurde ein Drumcomputer genutzt.
Obwohl das Musikprojekt dem Depressive Black Metal zugeordnet werden kann, erweckt die Musik keine niederdrückende melancholische Grundstimmung.

## Diskografie
- 2012: Disharmony (EP, Eigenproduktion)
- 2012: From One Day to Another (Album, Eigenproduktion)
- 2013: Sweet Dreams (Album, Eigenproduktion)
- 2013: The Future Is Now (EP, Eigenproduktion)
- 2015: A Light in the Dark (Kompilation, Eigenproduktion)
- 2016: Vanished (Album, Spirits of the Air Records)
- 2016: Estrangement, Love, Remembrance (Split mit The Happymask und Olhava, Eigenproduktion)
- 2017: Imperfect (Split mit Violet Cold, Sadness, Unreqvited und Show Me a Dinosaur, Eigenproduktion)
- 2017: A Long Way Home (Album, Nekkomix, Viridian Flame Records)
- 2018: Colors of the Mind (Split mit Marunata, Dreamshift und Ghâsh, Pest Productions)
- 2020: Insomnia (Album, Flowing Downward)